# Sopa paraguaya

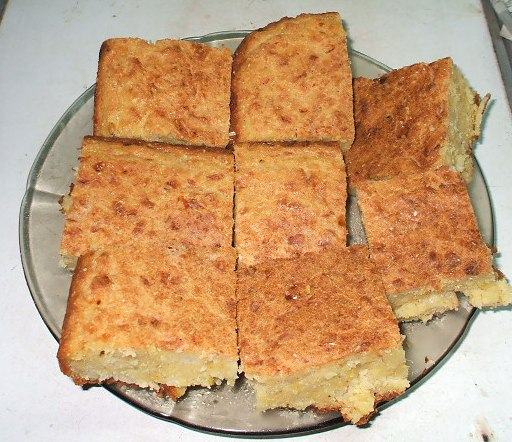
Sopa paraguaya

Sopa paraguaya (Guaraní: Sópa Paraguái) ist eine Art Maisbrot aus der paraguayischen Küche. Die Konsistenz des fertigen Gerichts ähnelt einem Soufflé.

## Zutaten
Sopa paraguaya wird hauptsächlich aus Maismehl, Käse, Fett, Eiern, Butter und Milch hergestellt. Darüber hinaus gibt es eine Vielzahl von regionalen und lokalen Variationen.

## Name
Der Name lautet übersetzt „paraguayische Suppe“. Wie der irreführende Name entstanden ist, ist nicht genau bekannt. Weit verbreitet ist die Geschichte, dass der Leibkoch des ehemaligen Präsidenten Paraguays Carlos Antonio López eines Tages zu viel Maismehl in die Lieblingssuppe des Präsidenten mischte und kurzerhand ein Brot daraus machte, und es López als „starke Suppe“ servierte. Der Präsident soll begeistert gewesen und es kurzerhand „sopa paraguaya“ getauft haben.